# 豆瓣

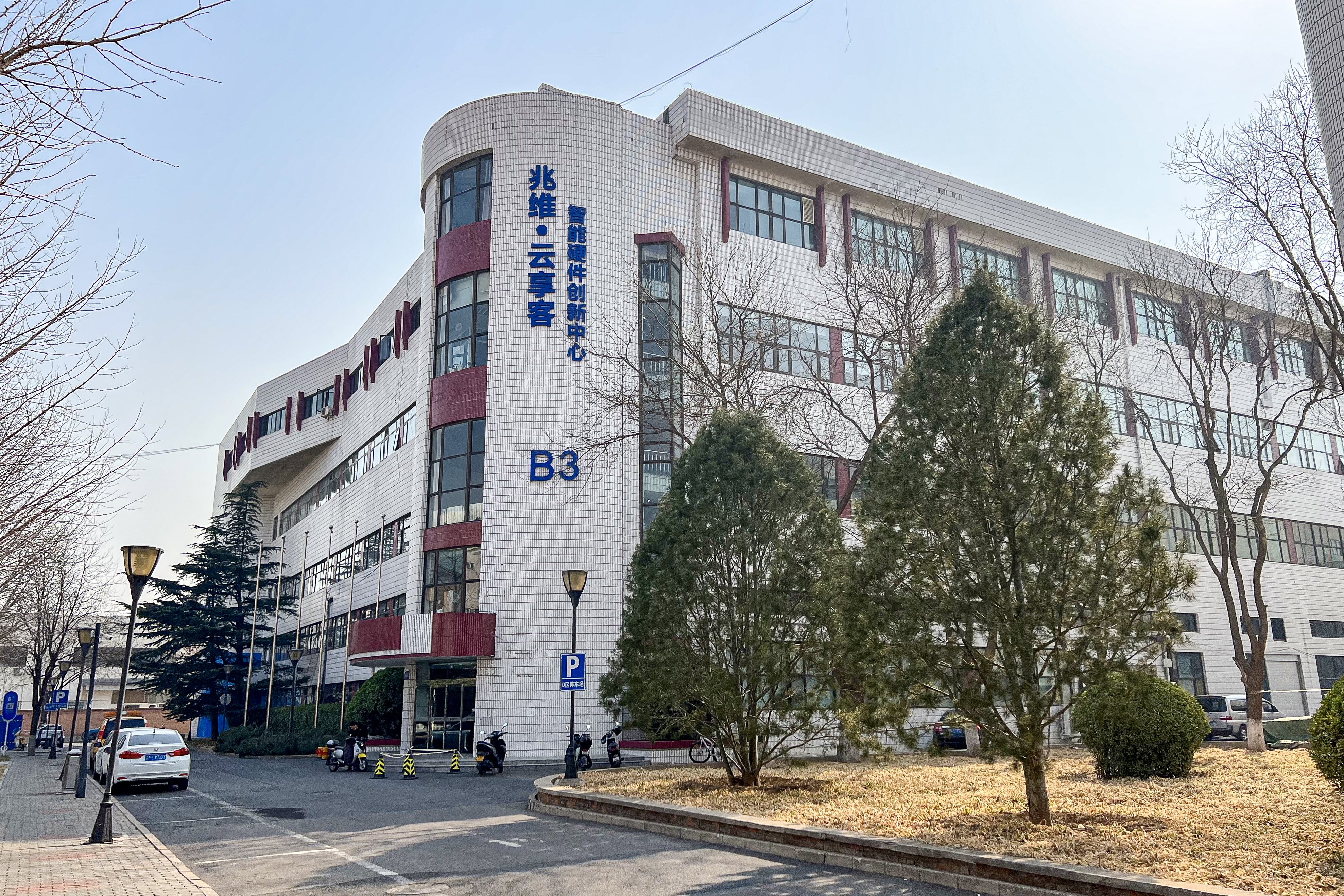
豆瓣总部所在的兆维工业园区B3座

豆瓣（douban）是一家中国社交网站，以书影音起家，亦是一個在線數據庫，提供关于书籍、电影、電視、音乐、遊戲、舞台劇等作品的信息，无论描述还是评论都由用户提供，是中国Web 2.0网站中具有特色的一个网站。网站还提供书影音推荐、线下同城活动、小组话题交流等多种服务功能，它更像一个集品味系统（读书、电影、電視、音乐）、表达系统（我读、我看、我听）和交流系统（同城、小组、友邻）于一体的创新网络服务，一直致力于帮助都市人群发现生活中有用的事物。网站由杨勃（网名“阿北”）创立于2005年3月6日。
2012年，豆瓣閱讀上线，开始进入网上电子书版权领域。2012年8月，豆瓣宣布其月度覆盖独立访客数已超过1亿，日均單頁點閱率为1.6亿。 2013年第二、三季度的豆瓣月度覆盖独立用户数均达2亿，较去年同期增长一倍。

## 简介
豆瓣的名称由来是创始人杨勃创建该网站的时候在北京豆瓣胡同附近的咖啡馆写该网站的源代码，于是取名为豆瓣网。
像大多数Web 2.0网站那样，豆瓣网内容可由用户添加，对里面所列的音乐、书籍、电影、电视剧等可以作收藏、评论、打分等操作。该网站程序算法可以根据用户收藏的电影、电视剧、书等进行同类推荐，即在用户提供了一定量的收藏信息后，豆瓣会根据其算法自动选出与此成员口味最像的其他成员，成员以此可以找到和自己“臭味相投”的用户。豆瓣还会给出“豆瓣猜你会喜欢”的列表，向用户推荐可能合其口味的音乐、书籍、电影或电视剧。
用户可以通过加入同城，小组，友邻等交流方式和其住在同一地区，或喜欢某个共同主题，或互相感兴趣的成员们进行图书，电影，电视剧和音乐的交流和推荐以及二手转让。
由于豆瓣、时光网不同于烂番茄网站上的专业影评人评分，任何人都可以在上面打分（甚至在影片上映前就可以打分），所以存在着有人为了各自的利益和目的而恶意刷高或低分的现象。创始人阿北在每日豆瓣微信公众号中的《豆瓣电影评分八问》的文章内，公开回答了豆瓣电影评分的反作弊与反刷分程序，并声称后台不存在“修改电影评分的功能”以保障评分的公正性。实际上，根据2018年的南方周末报道，豆瓣虽然未能完全避免水军刷分的现象，但其平台壁垒和防刷分机制导致刷分只能采用人工刷分，使得其刷分成本相对许多其他平台要高几倍。

## 历史

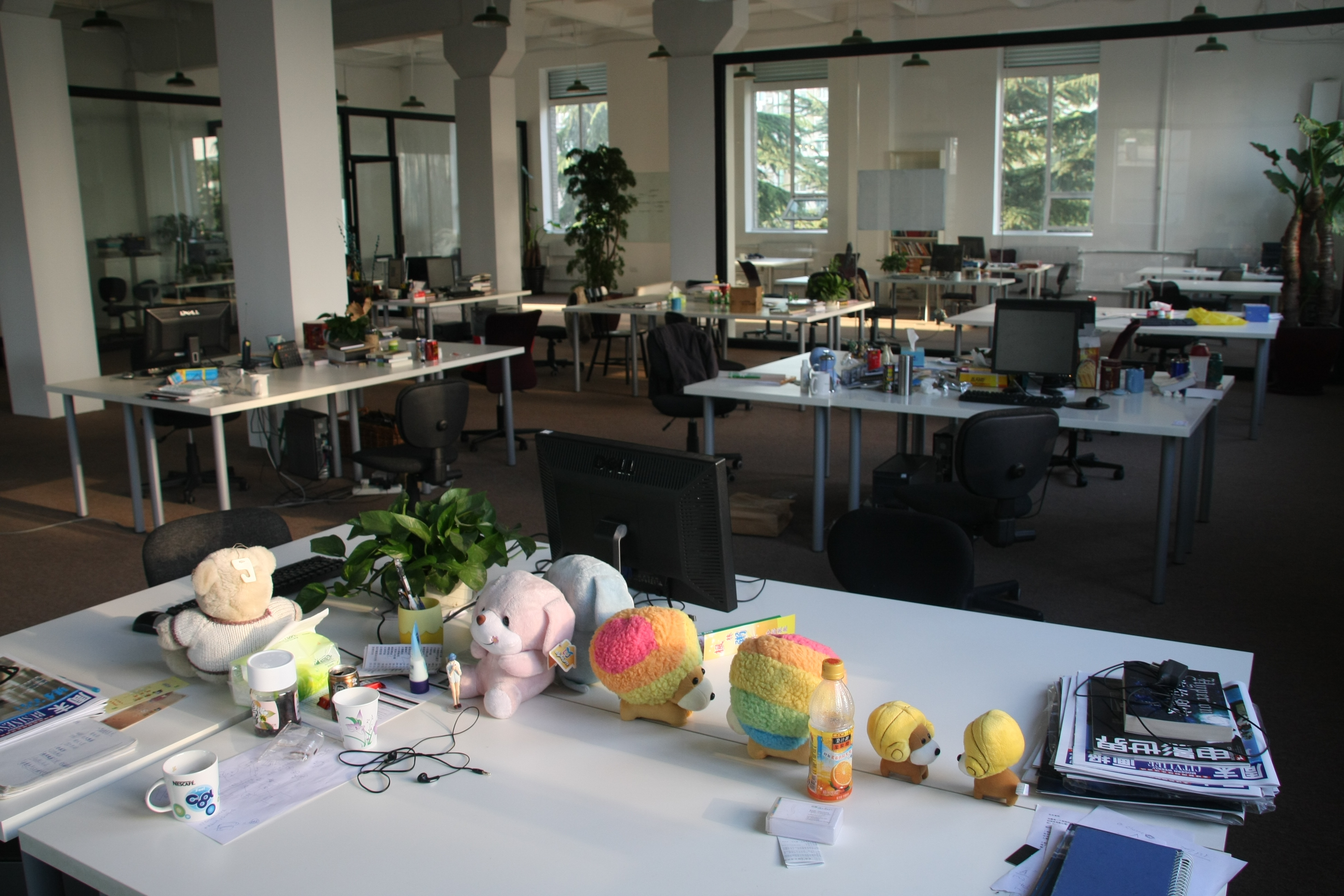
位于北京朝阳区酒仙桥路的豆瓣办公室

### 历史年表
- 2005年3月6日，豆瓣网向外提供公开注册功能。
- 2005年3月7日，“你的豆瓣”更改为我的豆瓣。
- 2005年3月8日，豆瓣小组上线。
- 2005年8月23日，豆瓣同城上线
- 2005年12月8日，英文版豆瓣公开测试。12月14日，英文版豆瓣正式上线[9] 。
- 2006年1月13日，豆瓣电影、音乐开始与9州梦网合作，提供内容付费下载。
- 2007年11月13日，豆瓣成员满100万。
- 2008年8月15日，豆瓣广场上线。
- 2008年11月7日，豆瓣推出音乐人页面
- 2009年1月14日，新版9点推出。
- 2009年6月3日约1:00至5:00，豆瓣关闭发布和回覆功能。
- 2009年6月19日，豆瓣电台Beta版正式开始小规模公测。
- 2009年7月8日18：00，豆瓣关闭小组回覆、日记回覆、签名修改、小组设置修改、我说、留言板等功能。部分小组被私密化。
- 2009年11月4日，豆瓣电台正式上线公测
- 2010年2月9日，豆瓣电台iPhone版上线appstore。
- 2010年4月23日，豆瓣开放公共电台。[10]
- 2010年6月3日 关闭“我说”及图片上传功能，于两日后恢复。
- 2010年7月23日，豆瓣电台Android版上线。
- 2010年12月，豆瓣关闭所有电影、书籍等的讨论功能。[11]
- 2010年12月27日，豆瓣发布“小豆”功能，用于感谢作者的日记、照片、相册页面。[12]
- 2011年1月8日，阿尔法城已经对外开放，但入住街道仍需邀请。阿尔法城的性质类似于虚拟社区。[13]
- 2011年1月24日，豆瓣开放读书笔记功能。[14]
- 2011年3月2日，豆瓣电台更名为豆瓣FM。
- 2011年3月29日，推出微博产品“豆瓣说”[15]
- 2011年4月6日，恢复书籍和电影的讨论区功能。
- 2011年4月9日，豆瓣开始测试豆瓣说功能。[16]
- 2011年5月6日，豆瓣FM新版推出。
- 2011年7月5日，豆瓣推出微博产品豆瓣说的移动客户端。[17]
- 2011年8月2日，部落测试上线
- 2011年8月31日，新版阿尔法城上线
- 2011年9月13日，豆瓣完成第三轮5000万美元融资[18]
- 2012年1月10日，新版首页上线，原首页广播移动至新增的友邻广播栏目，首页为豆瓣猜你喜欢的内容。
- 2012年1月19日，豆瓣阅读上线，支持 Web/iOS/Android/Kindle 多设备。
- 2012年5月2日，东西上线，但未在主页设置入口。[19]
- 2012年5月7日，豆瓣阅读的作品商店上线，开始正式售卖作品。
- 2012年5月17日，豆瓣电影推出在线选座购票服务。
- 2012年7月31日，东西页面入口链接设置在主页。
- 2012年10月25日，推出豆瓣小组移动客户端。
- 2012年12月中旬，界面小幅度改版。“读书”、“电影”等链接在黑色条栏中放置在页面上端。
- 2013年1月6日，推出豆瓣FM付费版。[20]
- 2013年9月6日，新版首页上线，将友邻广播和豆瓣猜融合，并提供订阅喜欢的话题功能[21]。
- 2013年9月17日，豆瓣东西上线，原“东西”更名为条目[22]。
- 2014年1月13日，达络上线。这是一个基于用户和话题的社交产品[23]。後改名为达罗。
- 2014年5月23日，“一刻”上线。
- 2014年8月8日，豆瓣App在经过一段时间的内测後正式上线，阿北表示这是“新豆瓣的第一步”。[24]
- 2014年9月16日，豆瓣音乐人“金羊毛计划上线”，通过加入金羊毛计划，音乐人能够以作品收听量作为衡量获得收益。
- 2015年5月17日，豆瓣网将站内通信工具的名称从“豆邮”改名为“私信”，引发大量用户抗议。5月20日，豆瓣在网页版恢复“豆邮”旧称，只在手机端改称“私信”。[25][26]
- 2016年8月，豆瓣成立影业公司“飞船影业”，发布项目“青年导演短片计划”。[27]
- 2017年8月16日，豆瓣一刻停止运营，不再更新内容[28]。
- 2018年1月23日，豆瓣阅读拆分并完成6000万人民币A轮融资。[29][30]
- 2018年4月3日，豆瓣音乐与 V.Fine 完成合并。[31]
- 2019年10月6日，豆瓣三个在「八卦」分类中的流量担当的大组——豆瓣鹅组、瓜组、船组全部被雪藏，小组无法被搜到，无法加入，新内容无法被推送。[32][33] 10月6日至19日，豆瓣广播功能关闭，官方解释为“广播动态功能升级”。[34] 10月20日零点过后，豆瓣广播动态功能恢复。[35]
- 2021年4月12日，豆瓣上多个女权相关的讨论小组被封禁解散[36]。
- 2021年5月，豆瓣关闭了电影页面上的IMDB超链接[37]。
- 2021年5月30日，豆瓣上至少五个躺平相关小组被封禁解散（包括躺平小组、躺平、平躺、躺平即是正义、可以帮我盖下被子吗）。[38][39]
- 2021年6月2日，六四事件纪念日前夕，豆瓣将大批活跃用户禁言4天时间，无任何理由，无邮件通知。[40]
- 2021年9月6日，豆瓣暂停在广播和小组中使用“回复”功能，系统显示“因技术原因”暂停回复功能，9月13日恢复。[41][42]
- 2021年9月23日，豆瓣鹅组停用整改两个月。[43]
- 2021年9月27日，豆瓣青青草原小组、踩组、人才组、秀组等娱乐小组不限期停用整改。[44]
- 2021年12月1日，国家互联网信息办公室负责人约谈豆瓣网主要负责人、总编辑，指控“近期豆瓣网及其账号屡次出现法律、法规禁止发布或者传输的信息，情节严重”，责令其立即整改[45]。同日，豆瓣所有小组回复功能暂停，12月17号恢复[46]。
- 2021年12月9日，工信部指豆瓣手机应用软件（来自豌豆荚的1.17.1版）存在超范围收集用户个人信息的问题，要求其下架[47]。
- 2021年12月8日，豆瓣因在2011年1月与2021年11月期间，“出版、传播含有《网络出版服务管理规定》第二十四条所述禁止内容的网络出版物”，被北京市文化和旅游局罚款8000元[48]。
- 2022年2月，用户发现豆瓣的小组页面含有追踪水印，里面含有用户帐号的 id，所以截图分享可能导致泄漏隐私，[49]稍后豆瓣关闭了此功能，豆瓣解释这是小组内容防搬运的功能，并默认关闭了此功能。[50]
- 2022年3月15日，中国国家互联网信息办公室公告称，豆瓣网存在“严重网络乱象”，已指导北京市互联网信息办公室向其派出工作督导组。[51]在华为、小米等应用商店里，豆瓣应用已被下架。[52] 3月17日，有网络传言称豆瓣“60%娱乐小组将关闭”，对此，3月18日，豆瓣予以否认，但拒绝透露督导组的工作细节[53]。3月22日，就整治“饭圈乱象”，豆瓣解散了15个小组[54]。3月29日，豆瓣宣布将逐步至6月30日停用私密小组功能[55]。4月14日，豆瓣宣布关停7个问题小组，其中包括组员超过60万、对“互联网饭圈”有重要影响力的豆瓣第一大组“豆瓣鹅组”[56]。4月26日，豆瓣更新个人信息保护政策，强制使用境外手机号认证的用户绑定中国境内手机号，并要求创建小组的用户提供身份证号码井进行人脸识别[57]。这一改动导致一些海外用户选择退出豆瓣[58]。7月26日，豆瓣宣布将在用户主页显示IP属地[59]。
- 2023年3月，豆瓣FM发布了7.0版本，由酷我音乐的开发公司开发[60]。

## 争议

### 整风行动
2009年1月19日，豆瓣因被认为“小组栏目存在大量色情内容”而被列入第四批曝光网站名单。1月21日，互联网违法和不良信息举报中心发布通报，指豆瓣虽然已对小组进行了清理，但“仍存在低俗内容”。
2月，大量带有时政信息和民主意识形态的小组被强制解散。另外，因某豆瓣用户在相册中存放的文艺复兴时期的若干绘画作品被网站管理员以“色情”的名义删除。继而有用户在豆瓣网上发起名为“反低俗，给名画穿衣服”的线上活动，以示抗议。后来豆瓣把这位用户的相册恢复了，但该线上活动亦被同时关闭。广州《信息时报》报道，豆瓣网媒体外联部门工作人员指，之前被删除具有裸露图片的帖子是考虑到上级相关部门反色情内容的要求。为了保险起见，所以网站关闭了一些无法判断是否属于色情内容的帖子。
2020年一季度，豆瓣因“对用户发布法律、行政法规禁止发布或传输的信息内容未尽到审查义务等问题”，被北京网信办处以25万元人民币罚款的行政处罚。

### 用户价值争议
2017年7月24日，新浪微博CEO王高飞在个人微博上转发了一篇文章《只有B站的老大才能救A站》，并摘抄了其中一段话“中文网站圈里面最没价值的两群用户莫过于豆瓣和acfun的用户群”，引发一些豆瓣用户的不满和批评，亦有一些豆瓣用户自嘲确实是“无价值用户”，甚至创作出了相关文创产品设计。7月29日，王高飞对此解释说自己说的是所有网络社区都存在“老用户绑架”的问题。

### 评分争议

#### “即使变成甲壳虫卡夫卡也进不去城堡”事件
2011年2月，新浪微博网友“雪盲”发文称，自己一年前凭空编造了一部名为《即使变成甲壳虫卡夫卡也进不去城堡》的“电影”，并在豆瓣上创建了相关的页面，所有“电影内容”都源自自身经历。结果一年后，这部根本不存在的“电影”被豆瓣网友评出了8.9分的高分，与《指环王》和《让子弹飞》持平，甚至超过了《阿凡达》和《泰坦尼克号》；在评分的235位网友中，给出五星满分评价的高达88.8%，同时有2457人表示想看这部电影，甚至有人对这部完全凭空捏造的“电影”的“剧情细节”做出了详细点评。在“雪盲”自曝这一恶作剧的真相之后，豆瓣删除了这部所谓的“电影”的页面。
但“雪盲”也于2011年2月20日发微博表示，其中不少影评是其发微博后网友故意添加的，以“让事情更好玩”，并在2016年因媒体误解，在豆瓣网上再次发广播澄清此事是“多年开的一个玩笑”，并表示“豆瓣是国内最权威和有公信力的电影打分平台”。

#### 新片被打差评遭官媒批评
2016年12月27日，人民日报客户端转发《中国电影报》文章并改名为《豆瓣、猫眼电影评分面临信用危机恶评伤害电影产业》。文章指出，豆瓣、猫眼对于3部主打档期新片《铁道飞虎》、《摆渡人》、《长城》的评分过低，让不少观众对贺岁档国产影片大失所望，甚至因此拒绝观看国产影片。
部分网友担心当局保护国产电影，可能会收紧对豆瓣等网络社区的管制，于是在网上发声抗议，反驳文中水军恶意“刷分”的指控。但人民日报评论部于12月28日发表文章《中国电影，要有容得下“一星”的肚量》，指出承认观众有“用脚投票”的权利，也就要承认观众有“打星评级”的权利，这都是一种选择，与《恶评》一文彻底撇清关系。随后，大批豆瓣网友对三部影片报复性打出一星，导致影片分数比此前更低。网友热传2015年12月豆瓣的创始人兼CEO阿北发布的详细介绍了豆瓣电影的评分机制文章《豆瓣电影评分八问》。
媒体曾报道国家广电总局电影局约谈豆瓣负责人，但电影局局长张宏森在微信朋友圈否认了这一说法，表示相关报道过度“猜想”了事实，电影局没有与豆瓣有过任何接触，也不认识豆瓣任何人，但很想有机会接触，共商促进电影进步对策。

#### 《纯洁心灵·逐梦演艺圈》
电影《纯洁心灵·逐梦演艺圈》上映后在豆瓣的评分为创网站新低的2.0分，导致影片仅公映5天便撤档。片方认为负评太多是导致影片票房遭遇“滑铁卢”的诱因，便于9月22日发布公开信，不满该片在豆瓣评分只有2分，称“一个青年导演花十二年心血认认真真给中国拍电影，被豆瓣一天毁了！”并起诉豆瓣。6月1日，豆瓣电影正式反告毕志飞及其公司至北京市朝阳区人民法院，称毕志飞在“致国家电影局的一封信”中的部分内容属于“污蔑诽谤，与事实严重不符”，要求被告立即删除其在微博、微信上发布的侵权文章，并请求判令被告分别在微博和微信公众号上赔礼道歉，及承担诉讼费用。此后，北京市朝阳区人民法院一审认定片方提交的证据不足以证明豆瓣存在锁定评分的行为，驳回其全部诉讼请求。

#### 《厉害了，我的国》
2018年的中國紀錄電影《厲害了，我的國》在豆瓣網站上禁止公眾以個人名義進行評論，取消了網友的自主評分功能，僅有的數條評論則是以中國大陸官方的主流媒體為主，對影片的評分也是以媒體的形式表現：媒體評分8.5分。

#### 《流浪地球》
2019年春节期间，电影《流浪地球》上映后，在影迷论坛、社交网络上形成了两种对立的评价，并逐渐演变成『好评』网友和『差评』网友之间的对抗和争吵。豆瓣网一度因为有影评人爆料有人疑似收费将四星评价在收到几万个赞之后改为一星，而豆瓣系统没有相应的预防机制，保留了点赞数，而遭到部分网友前往应用商店打差评。2月12日下午，豆瓣回应此事称《流浪地球》的评论中，并不存在“高赞好评被收买改为差评”的情况。500个热评（高赞评论）中仅有4位用户有过跨非相邻分数修改评分的行为。此事之后，用户修改评分后评论的“有用”（点赞）数据将被清零。

#### 折叠短评
2020年10月，豆瓣用户发现豆瓣电影更改了短评显示机制，不再显示全部短评，质疑此举是否影响评分的公正性。11月2日，豆瓣电影回应称，表示这一调整早在2017年就已经开始，是“为了在不影响用户体验的前提下反爬虫、反水军”。

#### 水军超前点评未播电视剧被官媒点名
2021年12月12日，中国央视点名批评大量职业网络水军在电视剧《风起洛阳》全剧及《谁是凶手》部分剧集未播出的情况下，在豆瓣大量刷差评。据调查，《风起洛阳》于2021年2月1日首播当天因技术问题，比官宣时间晚一个小时上架，结果豆瓣有大量短评在原定上线时间涌入，且呈现一星差评和五星好评两极分化的态势。至于12月5日《谁是凶手》首播那天，刚播的两集女主角赵丽颖还没出现，豆瓣就涌现大量一星差评批评她的演技。消息曝光后，豆瓣对现有的短评进行清理，同时强调网站向来不与任何商业组织进行评分合作，而且会持续改进识别“非正常打分”、“非正常用户”的后台演算策略，保障评分公正性。

#### 标签问题
2022年1月12日，微博网友爆料豆瓣上多部红色主旋律类作品的标签中出现“谎言”等负面标签，此事引发争议与对豆瓣的批评。同年1月14日起，豆瓣网关闭豆瓣电影、豆瓣读书等板块中作品的标签功能，豆瓣音乐的作品标签未受影响。2022年4月中旬，豆瓣电影网页版中显示和添加用户自定义标签的功能也被下线，官方回应为因功能调整，相关分类、标签暂时不支持显示。

### 饭圈养号
2020年11月23日，有多名图书编辑在豆瓣上反映，自己编辑的新书被某明星粉丝“灌水”了很多复制他人的评论、不相关的语句用来“养号”。次日晚间，豆瓣读书回应称，豆瓣方面加大了人工审核力度，并结合技术手段，陆续对这些异常用户进行了处理。豆瓣上的明星粉丝“养号”以人为干预评分、评论的现象引起关注。

### 起诉微博
2022年3月29日，新浪微博的超话社区发布“超话新星计划”招募超话管理员，并企图挖角部分豆瓣小组组长，还在博文配图中使用了多个豆瓣小组组名，对此，3月30日，豆瓣以“不正当竞争”为由起诉微博，要求微博立即停止侵权行为。

## 豆瓣250
“豆瓣250”是仿照IMDB250而设立的排行榜，旨在列出豆瓣用户评价最高的250部电影、音乐专辑和书籍。排名结果根据用户评价人数及评分，通过算法分析加权综合而成。
| 排名 | 豆瓣电影250        | 豆瓣读书250                               | 豆瓣音乐250                                         |
| ---- | ------------------ | ----------------------------------------- | --------------------------------------------------- |
| 1    | 《肖申克的救赎》   | 《红楼梦》曹雪芹                          | 《We Sing. We Dance. We Steal Things. 》傑森·瑪耶茲 |
| 2    | 《霸王别姬》       | 《活着》余华                              | 《Viva La Vida》Coldplay                            |
| 3    | 《阿甘正传》       | 《百年孤独》加夫列尔·加西亚·马尔克斯      | 《华丽的冒险》陈绮贞                                |
| 4    | 《这个杀手不太冷》 | 《1984》乔治·奥威尔                       | 《范特西》周杰伦                                    |
| 5    | 《泰坦尼克号》     | 《飘》玛格丽特·米切尔                     | 《后青春期的诗》五月天                              |
| 6    | 《美丽人生》       | 《三体全集 : 地球往事三部曲》刘慈欣       | 《是时候》孙燕姿                                    |
| 7    | 《千与千寻》       | 《三国演义》罗贯中                        | 《Lenka》Lenka                                      |
| 8    | 《辛德勒的名单》   | 《白夜行》东野圭吾                        | 《Start from Here》王若琳                           |
| 9    | 《盗梦空间》       | 《房思琪的初恋乐园》林奕含                | 《旅行的意义》陈绮贞                                |
| 10   | 《八公犬物语》     | 《福尔摩斯探案全集（上中下）》阿·柯南道尔 | 《太阳》陈绮贞                                      |

## 豆瓣電影年度榜單
豆瓣電影年度榜單是豆瓣每年年底基於千萬豆瓣電影用戶的評分、收藏、訪問數據生成的年度評價排行，首屆榜單設立于2014年，以下为历届主要得奖名单。

### 电影类
|                | 评分最高华语电影   | 评分最高外语电影          | 评分最高外语电影 | 评分最高外语电影   | 评分最高外语电影             | 最受關注電影         | 最受關注電影               |
| 总             | 评分最高华语电影   | 韩国                      | 日本             | 欧洲               | 院线                         | 非院线               |                            |
| -------------- | ------------------ | ------------------------- | ---------------- | ------------------ | ---------------------------- | -------------------- | -------------------------- |
| 第一屆（2014） | 《亲爱的》         | 《星際穿越》（美国）      | 《辯護人》       | 《哪啊哪啊神去村》 | 《時空戀旅人》               | 《後會無期》         | 《布達佩斯大飯店》         |
| 第二屆（2015） | 《心迷宫》         | 《荒蛮故事》（阿根廷）    | 《思悼》         | 《小森林 夏秋篇 》 | 《王牌特工：特工學院》       | 《西遊記之大聖歸來》 | 《瘋狂的麥克斯：狂暴之路》 |
| 第三屆（2016） | 《驴得水》         | 《血战钢锯岭》（美国）    | 《釜山行》       | 《比海更深》       | 《一個叫歐維的男人決定去死》 | 《瘋狂動物城》       | 《釜山行》                 |
| 第四屆（2017） | 《嘉年华》         | 《摔跤吧爸爸》（印度）    | 《我能说》       | 《人生密密缝》     | 《看不见的客人》             | 《战狼2》            | 《逃出绝命镇》             |
| 第五屆（2018） | 《我不是药神》     | 《头号玩家》（美国）      | 《特工》         | 《小偷家族》       | 《幸福的拉扎罗》             | 《我不是药神》       | 《伯德小姐》               |
| 第六屆（2019） | 《哪吒之魔童降世》 | 《何以為家》（黎巴嫩）    | 《寄生上流》     | 《陽光姐妹淘》     | -                            | 《流浪地球》         | 《寄生上流》               |
| 第七屆（2020） | 《阳光普照》       | 《1917》（美国、英国）    | 《南山的部长们》 | 《在京都小住》     | -                            | -                    | -                          |
| 第八屆（2021） | 《雄狮少年》       | 《心灵奇旅》（美国）      | 《兹山鱼谱》     | 《花束般的恋爱》   | -                            | -                    | -                          |
| 第九屆（2022） | 《愛情神話》       | 《西線無戰事》（德国）    | 《分手的決心》   | 《昨日的美食》     | -                            | -                    | -                          |
| 第十屆（2023） | 《流浪地球2》      | 《奥本海默》（美国、英国) | 《下一个素熙》   | 《鲭鱼罐头》       | -                            | -                    | -                          |

### 电视类
|                | 评分最高剧集                                 | 评分最高剧集                                                                                       | 评分最高剧集                 | 评分最高剧集           | 评分最高剧集               | 最受关注综艺                                                | 最受关注综艺             |
| 大陸劇/华语剧  | 英美剧                                       | 日剧                                                                                               | 韩剧                         | 动画剧                 | 大陆                       | 韩国/国外                                                   |                          |
| -------------- | -------------------------------------------- | -------------------------------------------------------------------------------------------------- | ---------------------------- | ---------------------- | -------------------------- | ----------------------------------------------------------- | ------------------------ |
| 第一屆（2014） | 《戰長沙》                                   | - 新劇：《真探（第一季）》 - 非新劇：《權力的遊戲（第四季）》                                      | 《晝顏》                     | 《未生》               | -                          | 《爸爸去哪兒（第二季）》                                    | -                        |
| 第二屆（2015） | 《瑯琊榜》                                   | - 新劇：《風騷律師》（第一季） - 非新劇：《權力的遊戲（第五季）》 - 最終季：《廣告狂人》（第七季） | 《約會～戀愛究竟是什麼呢～》 | 《請回答1988》         | 《瑞克和莫蒂（第二季）》   | 《極限挑戰（第一季）》                                      | -                        |
| 第三屆（2016） | 《一起同過窗》（第一季）                     | - 新劇：《我們這一天》（第一季） - 非新劇：《無恥之徒》（第七季）                                  | 《火花》                     | 《我親愛的朋友們》     | 《馬男波傑克》（第三季）   | - 電視：《極限挑戰（第二季）》 - 網絡：《奇葩說》（第三季） | -                        |
| 第四屆（2017） | - 电视：《白鹿原》 - 网络：《白夜追凶》      | - 新剧：《去他妈的世界》（第一季） - 非新劇：《風騷律師》（第三季）                                | 《四重奏》                   | 《秘密森林》           | 《瑞克和莫蒂（第三季）》   | - 电视：《国家宝藏（第一季）》 - 网络：《中国有嘻哈》       | 《孝利家民宿》（第一季） |
| 第五屆（2018） | 《大江大河》                                 | - 新剧：《我的天才女友》（第一季） - 非新剧：《无耻之徒》（第九季）                                | 《非自然死亡》               | 《我的大叔》           | 《我的英雄学院》（第三季） | - 电视：《声入人心（第一季）》 - 网络：《奇遇人生》         | 《心脏信号（第二季）》   |
| 第六屆（2019） | 《我们与恶的距离》                           | - 新剧：《切尔诺贝利》 - 续订剧：《伦敦生活（第二季）》                                            | 《凪的新生活》               | 《浪漫的体质》         | -                          | 《忘不了餐厅》                                              | 《姜食堂（第三季）》     |
| 第七屆（2020） | 《想见你》                                   | - 新剧：《后翼弃兵》 - 续订剧：《风骚律师（第五季）》                                              | 《半泽直树2》                | 《机智医生生活》       | -                          | -                                                           | -                        |
| 第八屆（2021） | - 大陆：《觉醒年代》 - 港台：《俗女养成记2》 | - 新剧：《旺达幻视》 - 续订剧：《无耻之徒》（第十一季）                                            | 《短剧开始啦》               | 《机智医生生活2》      | 《国王排名》               | -                                                           | -                        |
| 第九屆（2022） | 《警察荣誉》                                 | - 新剧：《疼痛难免》 - 续订剧：《风骚律师》（第六季）                                              | 《孤独的美食家》（第十季）   | 《我的解放日志》       | 《死神 千年血战篇》        | 《快乐再出发》                                              |                          |
| 第十屆（2023） | 《漫长的季节》                               | - 新剧：《1923》（第一季） - 续订剧：《了不起的麦瑟尔夫人》（第五季）                              | 《重启人生》                 | 《黑暗榮耀》（第二季） | 《画江湖之不良人6》        | -                                                           | -                        |

### 影人类
|                | 最受关注导演                                                                                       | 最受關注男演員                                                                                    | 最受關注男演員                                                                                    | 最受關注女演員                                                                                    | 最受關注女演員                                                                                    | 年度佳片演员 |
| 华语           | 最受关注导演                                                                                       | 外语                                                                                              | 华语                                                                                              | 外语                                                                                              |                                                                                                   | 年度佳片演员 |
| -------------- | -------------------------------------------------------------------------------------------------- | ------------------------------------------------------------------------------------------------- | ------------------------------------------------------------------------------------------------- | ------------------------------------------------------------------------------------------------- | ------------------------------------------------------------------------------------------------- | ------------ |
| 第一屆（2014） | 克里斯托弗·諾蘭                                                                                    | 金秀賢                                                                                            | 金秀賢                                                                                            | 斯嘉麗·約翰遜                                                                                     | 斯嘉麗·約翰遜                                                                                     | 黄轩         |
| 第二屆（2015） | 侯孝賢                                                                                             | 李·佩斯                                                                                           | 李·佩斯                                                                                           | 亞曆珊德拉·達達裏奧                                                                               | 亞曆珊德拉·達達裏奧                                                                               | -            |
| 第三屆（2016） | 李安                                                                                               | 孔劉                                                                                              | 孔劉                                                                                              | 長澤雅美                                                                                          | 長澤雅美                                                                                          | -            |
| 第四屆（2017） | 克里斯托弗·諾蘭                                                                                    | 张震                                                                                              | 阿米尔·汗                                                                                         | 周迅                                                                                              | 盖尔·加朵                                                                                         | 加里·奥德曼  |
| 第五屆（2018） | 是枝裕和                                                                                           | 刘昊然                                                                                            | 蒂莫西·柴勒梅德                                                                                   | 谭卓                                                                                              | 西尔莎·罗南                                                                                       | -            |
| 第六屆（2019） | 昆汀·塔伦蒂诺                                                                                      | 肖战                                                                                              | 汤姆·赫兰德                                                                                       |                                                                                                   |                                                                                                   | -            |
| 第七屆（2020） | 克里斯托弗·諾蘭                                                                                    | 西尔莎·罗南                                                                                       | 西尔莎·罗南                                                                                       | 西尔莎·罗南                                                                                       | 西尔莎·罗南                                                                                       |              |
| 第八屆（2021） | - 滨口龙介、丹尼斯·维伦纽瓦、庵野秀明、扎克·施耐德、詹姆斯·古恩 - 陈正道、贾玲、孔笙、娄烨、张艺谋 | - 長澤雅美、蒂莫西·柴勒梅德、菅田将晖、李政宰、朱迪·科默 - 黄轩、易烊千玺、于和伟、张小斐、张子枫 | - 長澤雅美、蒂莫西·柴勒梅德、菅田将晖、李政宰、朱迪·科默 - 黄轩、易烊千玺、于和伟、张小斐、张子枫 | - 長澤雅美、蒂莫西·柴勒梅德、菅田将晖、李政宰、朱迪·科默 - 黄轩、易烊千玺、于和伟、张小斐、张子枫 | - 長澤雅美、蒂莫西·柴勒梅德、菅田将晖、李政宰、朱迪·科默 - 黄轩、易烊千玺、于和伟、张小斐、张子枫 |              |
| 第九屆（2022） | - 本·斯蒂勒、大卫·雷奇、洪常秀、朴赞郁、詹姆斯·卡梅隆 - 路阳、邵艺辉、文牧野、张艺谋、钟孟宏       | - 金泰梨、凯特·布兰切特、罗伯特·帕丁森、孙锡久、杨紫琼 - 白敬亭、马丽、倪虹洁、汤唯、朱一龙       | - 金泰梨、凯特·布兰切特、罗伯特·帕丁森、孙锡久、杨紫琼 - 白敬亭、马丽、倪虹洁、汤唯、朱一龙       | - 金泰梨、凯特·布兰切特、罗伯特·帕丁森、孙锡久、杨紫琼 - 白敬亭、马丽、倪虹洁、汤唯、朱一龙       | - 金泰梨、凯特·布兰切特、罗伯特·帕丁森、孙锡久、杨紫琼 - 白敬亭、马丽、倪虹洁、汤唯、朱一龙       |              |
| 第十屆（2023） | - 格蕾塔·葛韦格、克里斯托弗·诺兰、吕克·贝松 - 曹保平、大鹏、郭帆、孔大山、魏书钧、乌尔善、辛爽     | - 安藤樱、玛格特·罗比 - 范伟、费翔、惠英红、蒋奇明、刘德华、许光汉、于适、朱一龙                  | - 安藤樱、玛格特·罗比 - 范伟、费翔、惠英红、蒋奇明、刘德华、许光汉、于适、朱一龙                  | - 安藤樱、玛格特·罗比 - 范伟、费翔、惠英红、蒋奇明、刘德华、许光汉、于适、朱一龙                  | - 安藤樱、玛格特·罗比 - 范伟、费翔、惠英红、蒋奇明、刘德华、许光汉、于适、朱一龙                  |              |